# Rollag
Rollag è un comune norvegese della contea di Buskerud.